# Kültepe
Koordinaten: 38° 51′ 0″ N, 35° 38′ 0″ O

Zentralanatolien während der kārum-Zeit

Kültepe (türk. „Aschenhügel“), auch unter dem Namen Kaniš bekannt, ist eine bedeutende archäologische Stätte in der Türkei. Sie liegt in der Ebene von Kayseri, die im Süden vom Vulkanmassiv Erciyes Dağı überragt wird. Die Ausgrabungen befinden sich 20 km nordöstlich der Stadt Kayseri beim Weiler Karahöyük und rund 20 km südlich des Flusses Kızılırmak.
Die Ausgrabungen erstrecken sich auf zwei Gebiete, die Ober- und die Unterstadt. Die Überreste der Oberstadt mit Zitadelle liegen auf einem 20 Meter hohen nahezu kreisrunden Hügel mit einem Durchmesser von etwa 520 Metern, die Unterstadt befindet sich in der Ebene. Für die Oberstadt kann eine Besiedlung von der Frühen Bronzezeit bis in die Römische Kaiserzeit archäologisch nachgewiesen werden, allerdings mit längeren Siedlungsunterbrechungen. Die Unterstadt war während der Mittleren Bronzezeit bebaut, in der Antike wurden dort Gräber angelegt.

## Name
Kültepe ist eine der wenigen archäologischen Stätten in Anatolien, deren bronzezeitlicher Name mit Sicherheit bekannt ist. Anhand der am Ort gefundenen Keilschrifttexte hieß der Ort während der mittleren Bronzezeit Kaniš (Kaneš; kà-ni-išKI) und im Hethitischen Nēša (URUNe-e-ša); beide Namen wurden von den Hethitern synonym verwendet; die Annahme, dass Nēša die Oberstadt, Kaniš aber das kārum, einen Teil der Unterstadt, bezeichnete, ist wenig wahrscheinlich (kārum ist im altassyrischen Handelsnetz in Anatolien die allgemeine Bezeichnung für 'Markt, Handelsplatz, Niederlassung von Kaufleuten'). Der Name der antiken Siedlung war Anisa (ΑΝΙΣΑ), wie aus einer Inschrift aus Kültepe hervorgeht. Der Name erscheint nochmals in einer osmanischen Rechtsurkunde des 17. Jahrhunderts, die das Dorf kariye i-Kıŋıš nennt. Die Etymologie des Ortsnamens ist unbekannt.
Die Hethiter nannten ihre Sprache nach dieser Stadt našili, nešili oder nešumnili, was als Hinweis dafür gilt, dass die Umgebung der Stadt zum hethitischen Stammland gehörte. Der Stadtname ist auch im neuassyrischen Wort allānkaniš, allākkaniš (Kaniš-Eichel) enthalten, was vermutlich die Haselnuss bezeichnet, die bereits in der Bronzezeit als Delikatesse von der Schwarzmeerküste über Kaniš nach Mesopotamien kam, wo die Hasel nicht gedeiht.

## Ausgrabungen

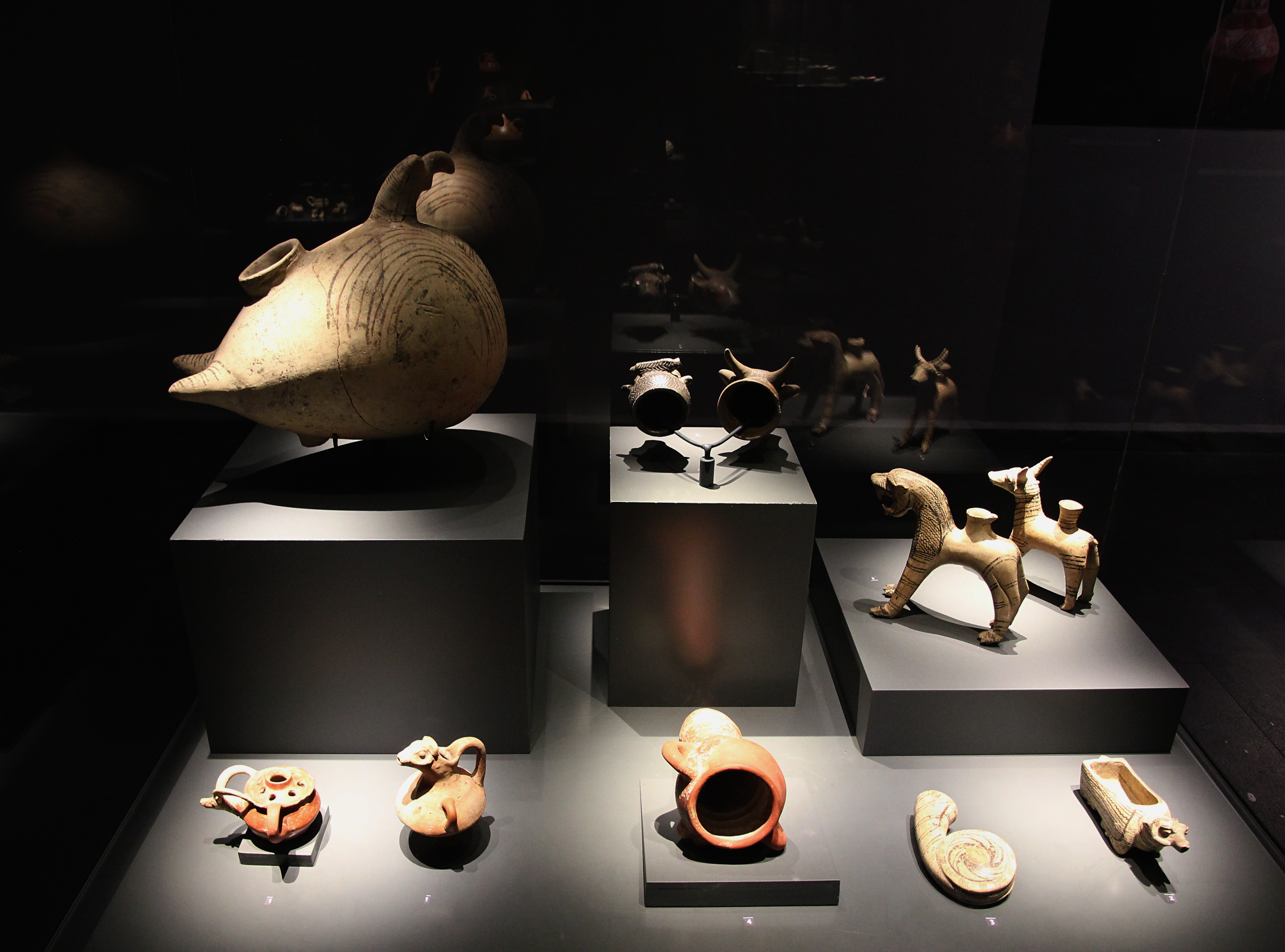
Funde aus Kültepe im Museum Kayseri

Seit 1880 tauchten auf dem Markt Keilschrifttafeln auf, die nach ihrer Herkunft Kappadokische Tafeln genannt wurden. Es handelt sich um über 3000 Texte, die meisten sind inzwischen publiziert. 1925 wurde Kültepe als ihr Herkunftsort identifiziert.
Erste Ausgrabungen führte Ernest Chantre in den Jahren 1893 und 1894 durch. Auf der Suche nach der hethitischen Hauptstadt Ḫattuša unternahm Hugo Winckler 1906 Probegrabungen in Kültepe. Die Unterstadt wurde erst 1925 von Bedřich Hrozný entdeckt. Seit 1948 wird die Stätte systematisch von der Türk Tarih Kurumu, der türkischen historischen Gesellschaft unter der Leitung von Tahsin Özgüç erforscht. Seit 2006 leitet Fikri Kulakoğlu die Ausgrabungen.
Der überwiegende Teil der Funde aus Kültepe ist im Archäologischen Museum Kayseri aufbewahrt beziehungsweise ausgestellt.

### Schriftzeugnisse
Bei den Ausgrabungen wurden Tontafeln mit altassyrischer Keilschrift gefunden, die sogenannten Kappadokischen Tafeln, die sämtlich in der altassyrischen Sprache abgefasst waren. Seit der Wiederaufnahme der Ausgrabungen im Jahre 1948 fanden die türkischen Archäologen Tausende weiterer altassyrischer Tontafeln. Inzwischen wurden mehr als 23.000 Tafeln (2011) aus mindestens 70 Archiven ausgegraben. Die meisten stammen aus dem kārum II, gut 500 aus dem kārum Ib, etwa 50 aus der Oberstadt. Weitere altassyrische Tafeln wurden auch in Boğazkale (altassyr. Ḫattuš), Alışar Höyük (altassyr. Amkuwa) und Acemhöyük gefunden. Die Tafeln sind meist Geschäftsdokumente wie Verträge, Schuldbriefe, Inventarlisten, Reisekosten, Rechtsurkunden oder Briefe. Dazu kommen unter anderem auch Heirats- und Erbverträge, Scheidungen, Zaubersprüche und Erzählungen, seltener werden aktuelle politische Ereignisse genannt. Teilweise ist dadurch der Name des Hauseigentümers und seiner Familie bekannt. Die Tontafeln umfassen einen Zeitraum von ca. 250 Jahren. Die seit 1948 in Kültepe gefundenen Keilschrifttafeln werden mit dem Kürzel 'kt' oder 'k' (für kārum) bezeichnet. Die Funde der Jahre 1948 bis 1972 werden durch die Buchstaben a–z bezeichnet, danach werden die letzten beiden Stellen der Jahreszahl genutzt.
Die immense Menge von über 23.000 Tafeln wird zurzeit (2013) von mehreren Wissenschaftlern aufgearbeitet, doch ist immer noch der größte Teil der Texte unveröffentlicht und dadurch nur wenigen Forschern zugänglich. Mit den neuen Texten werden fortlaufend neue Befunde bekannt, was dazu führt, dass Forschungsresultate manchmal relativ schnell revidiert werden müssen. So wurden bis vor kurzem Ḫurmeli und Ḫarpatiwa als Könige von Kaniš betrachtet; heute wird die Meinung vertreten, dass Ḫarpatiwa lediglich rabi simmiltim („Oberster der Treppe“) in Kaniš war, somit die mächtigste Position nach dem König innehatte. Ḫurmeli wurde kurze Zeit von der Forschung als König von Mama diskutiert, dann von Ḫarsamna und schließlich wieder zumindest Oberkönig von Kaniš.
Seit 2015 stehen die Archive der altassyrischen Händler von Kültepe auf der Liste des UNESCO-Weltdokumentenerbes.

## Chronologie
Archäologisch lassen sich die Funde auf dem Hügel in 18 Fundschichten teilen, die von 1 bis 18 durchnummeriert werden, wobei 1 die oberste und somit jüngste Fundschicht bezeichnet. Die Bauten in der Unterstadt lassen sich in fünf Fundschichten unterteilen, die mit römischen Zahlen bezeichnet werden, wobei Fundschicht Ia mit der Fundschicht 6 der Oberstadt gleichzeitig ist.
Die Schichten der Mittleren Bronzezeit können durch assyrische Jahreseponymen genauer bestimmt werden und folgen hier der Mittleren Chronologie, die die Eroberung Babylons durch den hethitischen Großkönig Muršili I. ins Jahr 1595 v. Chr. setzt. Obschon die absolute Chronologie nach wie vor umstritten bleibt, hat sich in der altassyrischen Forschung der Konsens eingestellt, die Daten durchwegs in der Mittleren Chronologie anzugeben. Bei den aufs Jahr genau angegebenen Daten ist zu beachten, dass sich diese Resultate bezüglich Kültepe jederzeit durch Neufunde oder neue Forschungsergebnisse ändern können. Wichtige Eckdaten konnten zudem durch die Dendrochronologie bestimmt werden, deren Daten allerdings auch mit einer gewissen Unsicherheit behaftet sind.
| Hügel          | Ebene  | Epoche                              | Name, Bedeutung                                     |
| -------------- | ------ | ----------------------------------- | --------------------------------------------------- |
| 18             | —      | Frühe Bronzezeit I                  |                                                     |
| 17–14          | —      | Frühe Bronzezeit II                 |                                                     |
| 13–11          | —      | Frühe Bronzezeit III                |                                                     |
| 10             | IV     | Mittlere Bronzezeit                 | Beginn der Stadtentwicklung                         |
| 9              | III    | Mittlere Bronzezeit                 |                                                     |
| 8              | II     | kārum-Zeit 1974/1927–1836 v. Chr.   | Kaniš; anatolisches Zentrum des assyrischen Handels |
| 7              | Ib     | kārum-Zeit 1832/1800–1719 v. Chr.   | Kaniš; assyrisches Handelszentrum                   |
| 6              | Ia     | Althethitische Zeit                 | Neša; der Ort hat keine Zentralfunktion mehr        |
| Siedlungslücke |        |                                     |                                                     |
| 5–4            | —      | Eisenzeit 9./8. Jahrhundert v. Chr. | wichtiger Zentralort im spätluwischen Land Tabal    |
| Siedlungslücke |        |                                     |                                                     |
| 3              | Gräber | Hellenistische Zeit                 | Anisa; Polis; Münzfunde ab 323 v. Chr.              |
| 2–1            | Gräber | Römerzeit                           | unbedeutende Siedlung; Münzfunde bis 180 n. Chr.    |

Außerdem wurden im Gebiet der Unterstadt einige frühmittelalterliche Gräber gefunden. Siedlungsstrukturen aus dieser Epoche fehlen bislang.

### Dendrochronologie
Dendrochronologische Untersuchungen aus dem Palast der Schicht 8 ergaben, dass er nach 2024 v. Chr. erbaut worden sein muss, wobei Hölzer wiederverwendet wurden, die mehrere hundert Jahre alt waren. Dieser alte Palast (türk. Eski Saray) wurde durch Brand zerstört. Das Holz für den neuen Palast (Schicht 7) wurde im Jahr 1833 gefällt. Da in ihm ein an König Waršama von Kaniš gerichteter Brief gefunden wurde, wird er Waršama-Palast (türk. Warşama Saray) genannt.

### Jahreseponyme
Aus dem kārum II stammen mehrere Listen mit Jahreseponymen (līmum), die meist mit dem Jahr 1 des assyrischen Königs Erišum I. (= 1974 v. Chr.) beginnen und total 129 Jahreseponyme nennen. Dazu kommt eine Liste aus dem kārum Ib, die im achten Jahr von Naram-Sîn (= 1864 v. Chr.) beginnt und 142 Jahreseponyme enthält.
Zurzeit werden zwei Zeitmodelle für wahrscheinlich gehalten. Das erste lässt kārum II mit dem ersten Jahr von Erišum I. beginnen. Nach der Zerstörung von Siedlung und Palast um 1835 wurde der Palast zwar sofort aufgebaut, das kārum Ib aber erst nach etwa 30 Jahren. Die etwas jüngere Deutung lässt das kārum II erst mit dem siebten Jahr von Ikūnum (= 1927 v. Chr.) beginnen und die Lücke zwischen kārum II und Ib wird auf 2 bis 3 Jahre geschätzt. Anhand der im kārum Ib gefundenen Liste, die aber unvollständig erhalten ist und kleinere Fehler enthält, kann das Ende von kārum Ib nach 1720 datiert werden.

### Münzen
In den Gräbern der hellenistischen und römischen Zeit wurden Münzen gefunden, die mit dem Jahr 323 v. Chr. einsetzen und 180 n. Chr. aufhören. Damit kann ebenfalls die Mindestdauer der antiken Siedlung eruiert werden.

## Geschichte

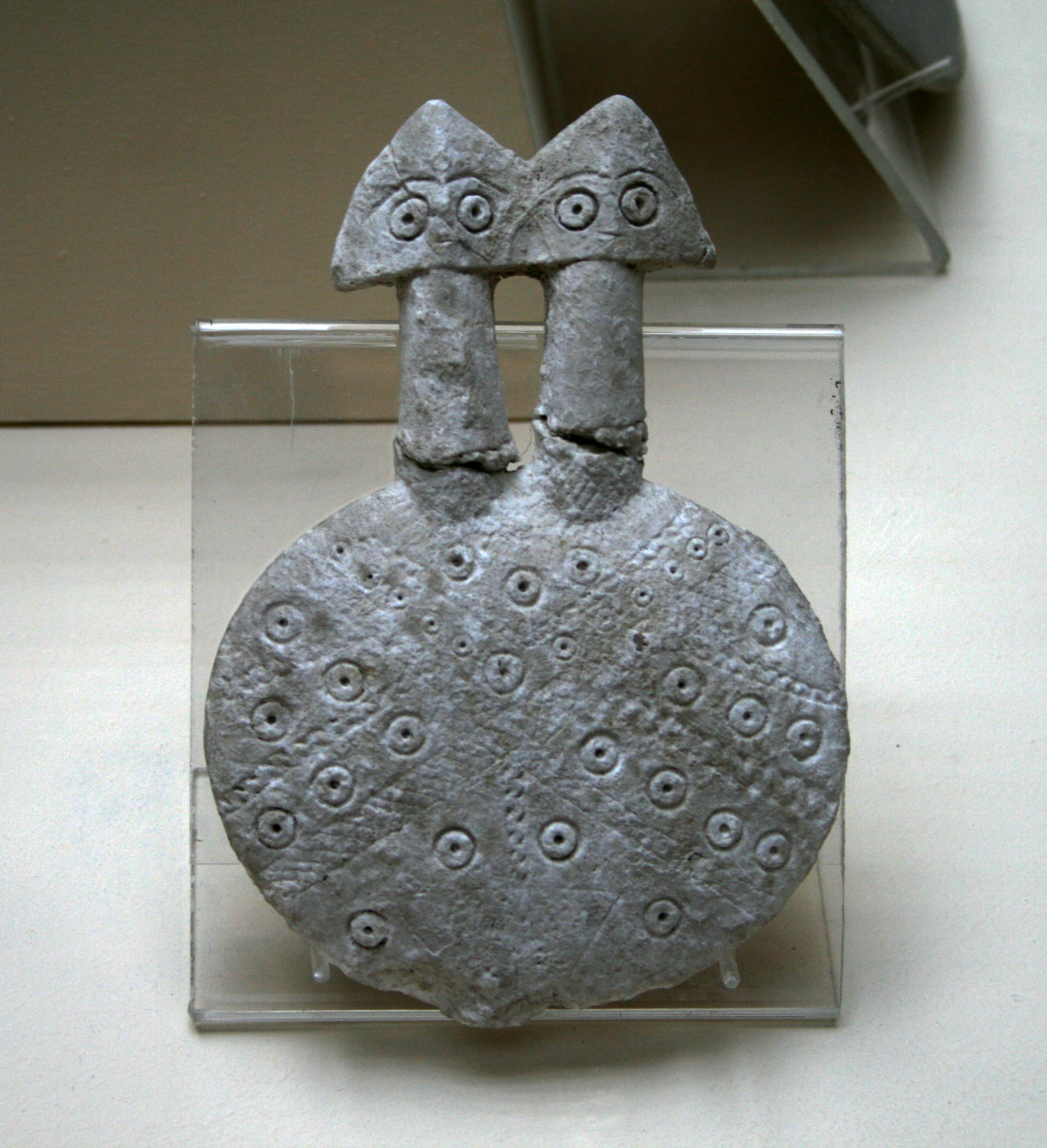
Figurine einer doppelköpfigen Gottheit aus der Frühbronzezeit

### Sagen
Mit Kaniš/Neša sind zwei Sagen verbunden, aus denen keinerlei historische Rückschlüsse gezogen werden können.
In einem Text über die hethitische Frühgeschichte, dem sogenannten Zalpa-Text (CTH 3), wird in der Vorrede eine Legende erzählt, wonach die Königin von Kaniš gleichzeitig dreißig Söhnen das Leben schenkte, die sie – weil ihr dies ungeheuerlich schien – auf dem Fluss Maraššanta (Kızılırmak) aussetzte. Die Knäbchen wurden bis zum Meer gespült und in Zalpa großgezogen. Später gebar dieselbe Königin gleichzeitig dreißig Töchter, die sie selbst aufzog. Die erwachsenen Söhne kamen auf der Suche nach ihrer Mutter nach Kaniš und heirateten unerkannt ihre dreißig Schwestern, trotz Warnung der jüngsten Schwester. Der Rest der Legende ist verloren.
Die nur bruchstückhaft überlieferte hethitische Narām-Sîn-Legende nennt unter den sagenhaften 17 Feinden des akkadischen Königs Narām-Sîn (2273–2219 v. Chr.) auch König Zipani von Kaniš.

### Frühe Bronzezeit
Die ältesten Bauten stammen aus der Frühbronzezeit I. Die mehrräumigen Häuser wurden aus Lehmziegeln auf einem Steinfundament errichtet. Die Gräber wurden innerhalb der Siedlung angelegt, darunter befinden sich typische Rundgräber, die in der Regel zwei Kammern haben.
Aus der Frühbronzezeit III (Schicht 12) stammt der älteste entdeckte Großbau, ein Megaron, möglicherweise ein Palast oder Tempel. Im zentralen Saal befand sich ein Rundherd mit vier Säulen. Auf dem Boden wurden Idole aus Alabaster gefunden, die einen scheibenförmigen Körper aufweisen, der mit geometrischen Mustern verziert ist. Die Idole haben ein, zwei oder gar drei Köpfe mit langen Hälsen. Bei einigen von ihnen ist ein weiteres Idol auf dem Körper angedeutet, das ebenfalls mehrköpfig sein kann.
Andere aus der Frühbronzezeit stammende Idole zeigen eine thronende Göttin, die mit ihren Händen ihre nackten Brüste hält. Die bemalte Keramik war handgemacht und lokal typisch für die ganze Ebene von Kayseri, die Ähnlichkeit mit der Keramik vom nördlich gelegenen Alışar Höyük aufweist. Sowohl Keramik wie Idole und andere Artefakte unterscheiden sich dagegen deutlich von der nördlichen Kultur am mittleren Kızılırmak, die den Hattiern zugeschrieben wird. Bereits in der ältesten Schicht wurde zudem aus Syrien importierte Keramik gefunden.

### Mittlere Bronzezeit

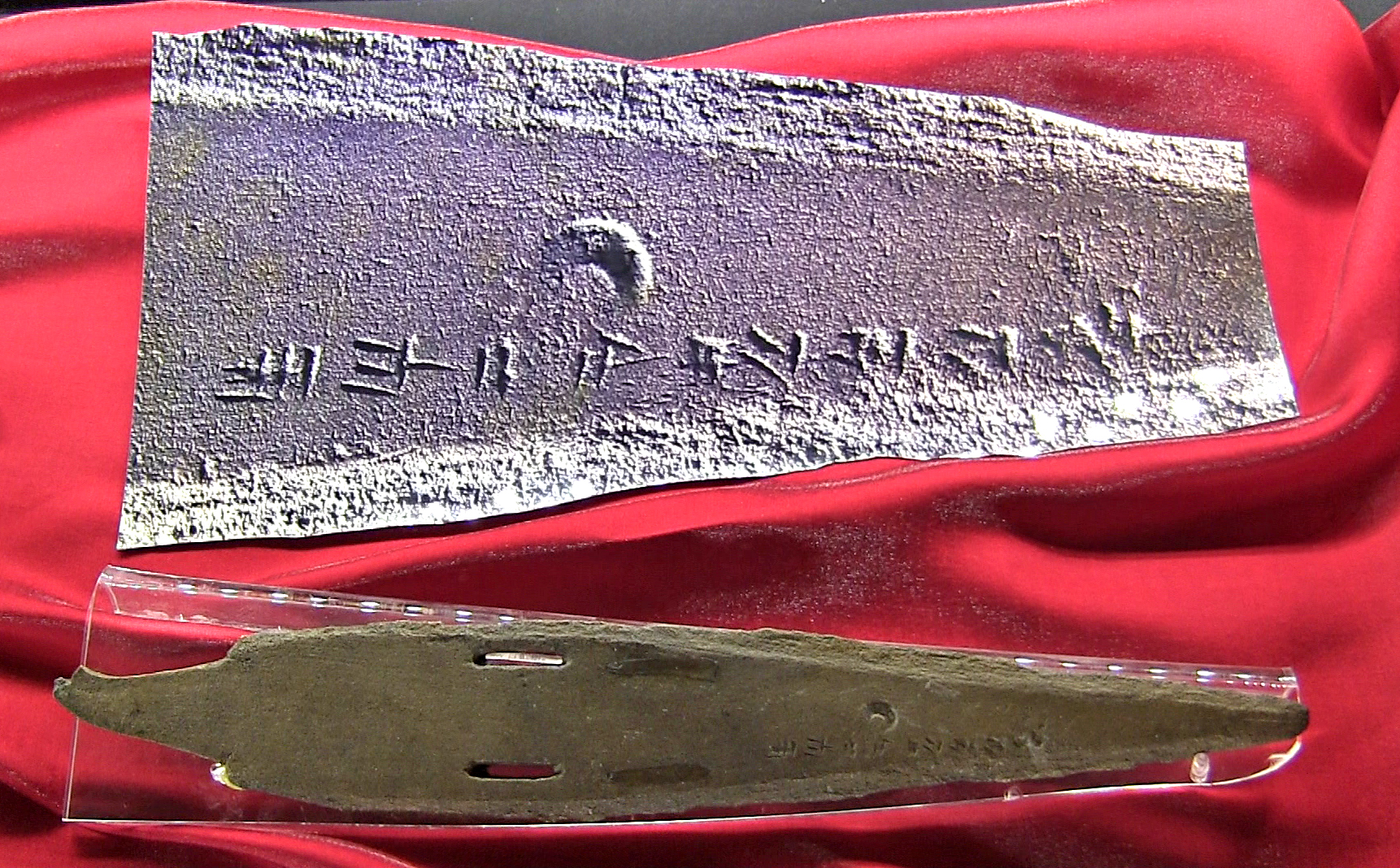
In der Oberstadt von Kültepe gefundener Bronzedolch von Anitta mit Vergrößerung der Keilschrift, Museum für anatolische Zivilisationen, Ankara

In der mittleren Bronzezeit entwickelte sich Kültepe zum wichtigsten Zentralort am oberen Kızılırmak und wichtigsten Handelsort Anatoliens überhaupt. Mit der Gründung einer assyrischen Handelsniederlassung (kārum) nach 2000 v. Chr. beginnt das historische Zeitalter. Die über 23.000 Schrifttafeln aus dem kārum II zeugen vom damaligen Geschäftsleben, aber auch von Politik, Religion und Privatleben der assyrischen Händler und zum Teil auch der einheimischen Bevölkerung. Die Funde dieser Zeit sind für die Erforschung der anatolischen und assyrischen Geschichte zwischen 2000 und 1700 v. Chr. von enormer Bedeutung. In diesem Abschnitt soll lediglich die politische Geschichte zusammengefasst werden, während die anderen Aspekte weiter unten ausführlicher behandelt werden.
Der einzig sicher belegte König von Kaniš, der in die Zeit von kārum II gehört, war Labarša. Weitere Personen, die eventuell während der kārum II-Zeit als Könige von Kaniš in Frage kommen, sind Papala und Kuku. Um das Jahr 1835 v. Chr. wurden kārum und Oberstadt durch einen Brand zerstört.
Von der Geschichte der Schicht kārum Ib zeichnet sich anhand der Quellen folgendes Bild ab, wobei noch große Unsicherheiten bestehen:
Kaniš wurde um 1835 zerstört, möglicherweise durch König Uḫna von Zalpa, der das Götterbild der Stadt nach Zalpa verschleppte. König Ḫurmeli von Ḫarsamna vertrieb die Eroberer und setzte seinen rabi simmiltim Ḫarpatiwa in Kaniš ein. Inar riss die Herrschaft an sich und belagerte neun Jahre die Stadt Ḫarsamna, das danach nur noch eine unbedeutende Siedlung war. Waršama, Sohn von Inar, erbte die Herrschaft über Kaniš, wurde aber von Pitḫana von Kuššara unterworfen. Anitta, Sohn von Pitḫana, befestigte die Stadt neu und baute sie aus. Sein autobiographischer Bericht, der sogenannte Anitta-Text (CTH 1), der in einer in Ḫattuša gefundenen althethitischen Abschrift aus dem 16. Jahrhundert v. Chr. erhalten ist, gilt als ältestes hethitisches Sprachzeugnis.
Nach erfolgreichen Feldzügen und der Zerstörung von Ḫattuša nannte er sich Großkönig, ein Titel, den bis dahin in Anatolien nur der König von Purušḫanda trug. Das Abbrechen der Texte im kārum Ḫattuš um 1728 v. Chr., kann auf Anitta zurückgeführt werden. Dem Anitta folgte Zuzu als Großkönig von Kaniš, offenbar unter Umgehung des Kronprinzen Peruwa. Da er auch König von Alaḫzina genannt wird, ist es möglich, dass er Kaniš eroberte und Anitta oder dessen Sohn besiegte.

### Hethiterzeit
Nach der Zerstörung der assyrischen Handelsniederlassungen wurde Kaniš/Neša dem hethitischen Reich eingegliedert, war aber ein Ort ohne oder nur mit geringer politischer oder wirtschaftlicher Bedeutung. Eine gewisse Wichtigkeit haben die Kulttexte vom „Sänger von Kaniš“. Unter Großkönig Muwatalli II. drangen die Kaškäer über den Fluss Maraššanta (Kızılırmak) und plünderten die Region, darunter auch Kaniš. Dem späteren Großkönig, damals Kommandant des hethitischen Heerlagers, Ḫattušili III. gelang es, die Kaškäer zu besiegen. Allerdings sind aus der hethitischen Großreichszeit keine Überreste in Kültepe gefunden worden und es besteht eine Lücke von mehreren Jahrhunderten in der archäologischen Fundlage.

### Eisenzeit
Während der Eisenzeit war Kültepe ein bedeutender Ort des Landes Tabal. Die Stadt auf dem Hügel war ummauert. Phrygischer Einfluss ist mit bemalter Keramik und Bronzefibeln erkennbar. Da in Kültepe keine spätluwischen Inschriften gefunden wurden, kann nicht gesagt werden, welche der bekannten Könige von Tabal mit Kültepe in Verbindung gebracht werden können. Auch das Ende der Siedlung ist nicht geklärt, es scheint, dass der Ort durch die Einfälle der Kimmerer in Anatolien zerstört wurde.

### Antike
Während der hellenistischen Zeit war Anisa eine blühende Stadt (polis) mit einer eigenen Ratsversammlung (boulē). In einer aus Kültepe stammenden Inschrift (ca. 150 v. Chr.) werden Feste für Zeus Soter und Herakles und ein Tempel der Astarte erwähnt, ein Hinweis auf einen starken syrischen Einfluss. Im Übergang zur Römerzeit verlor der Ort möglicherweise als Folge der Mithridatischen Kriege an Bedeutung.
Die antike Stadt war dicht bebaut und mit einer Stadtmauer befestigt, wobei teilweise die eisenzeitlichen Befestigungen mitbenutzt wurden.

## kārum-Zeit

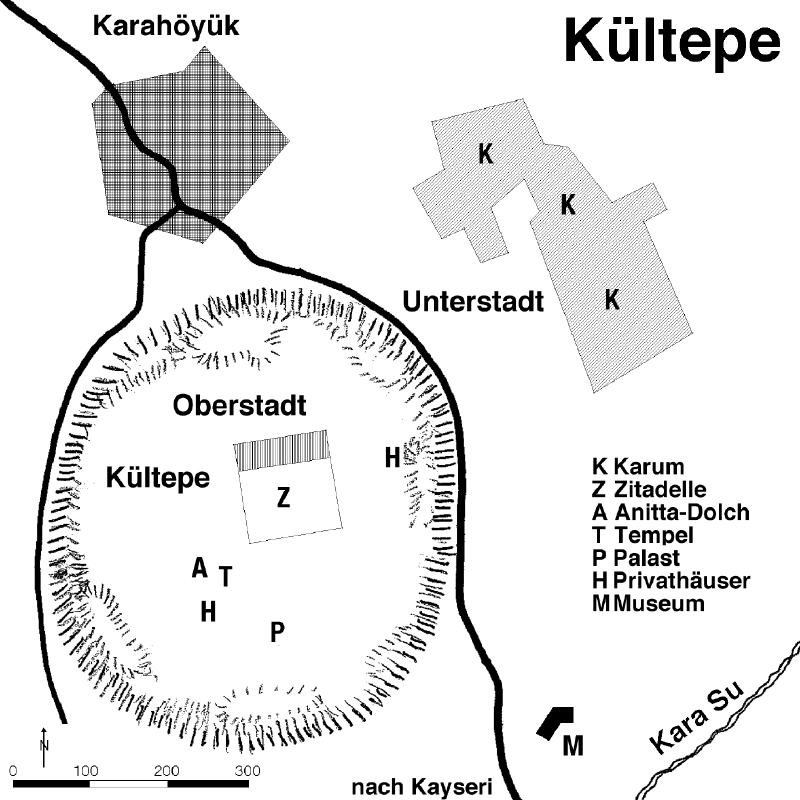
Karte der Ausgrabungen

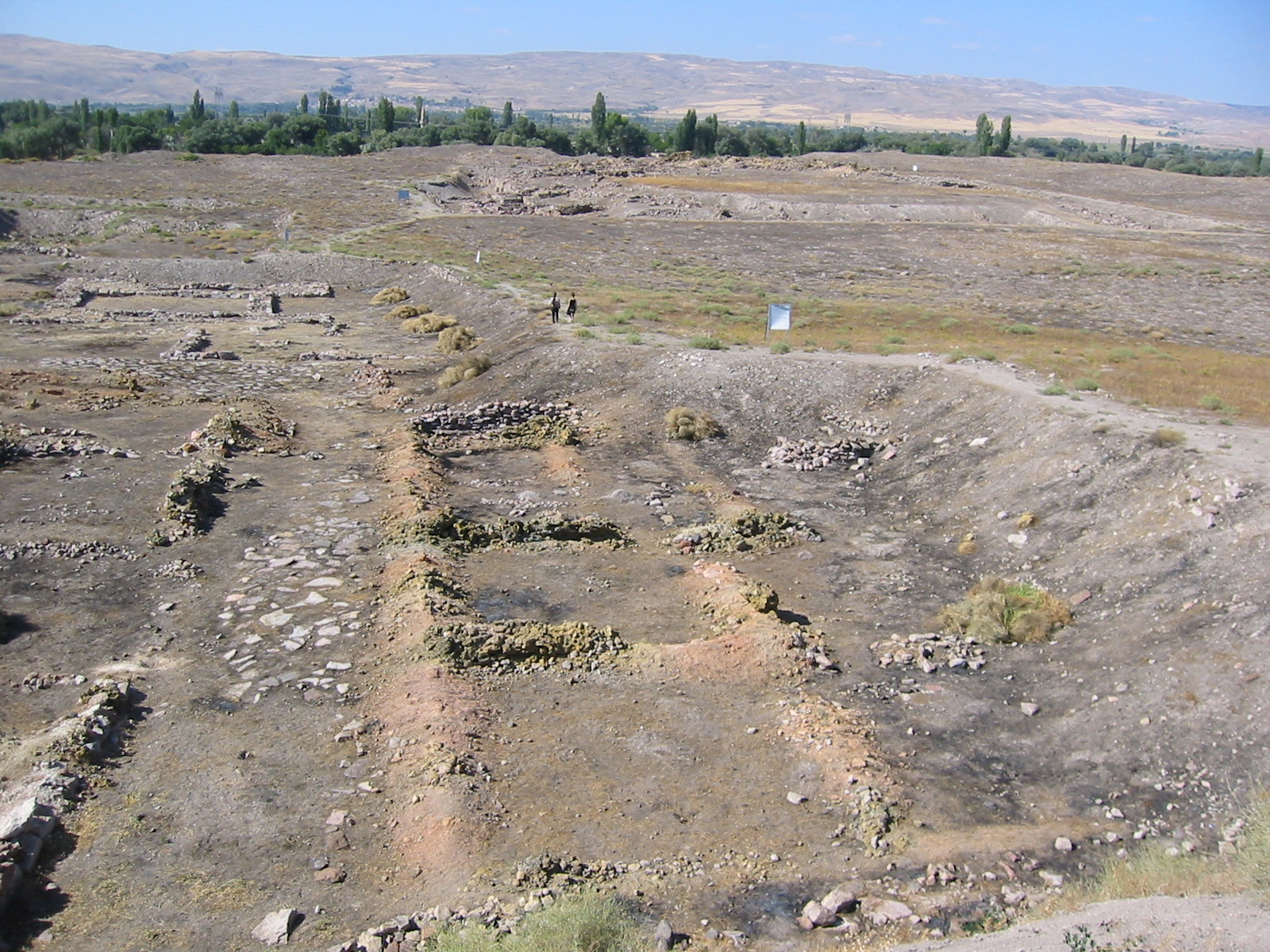
Gepflasterte Straße in der Unterstadt

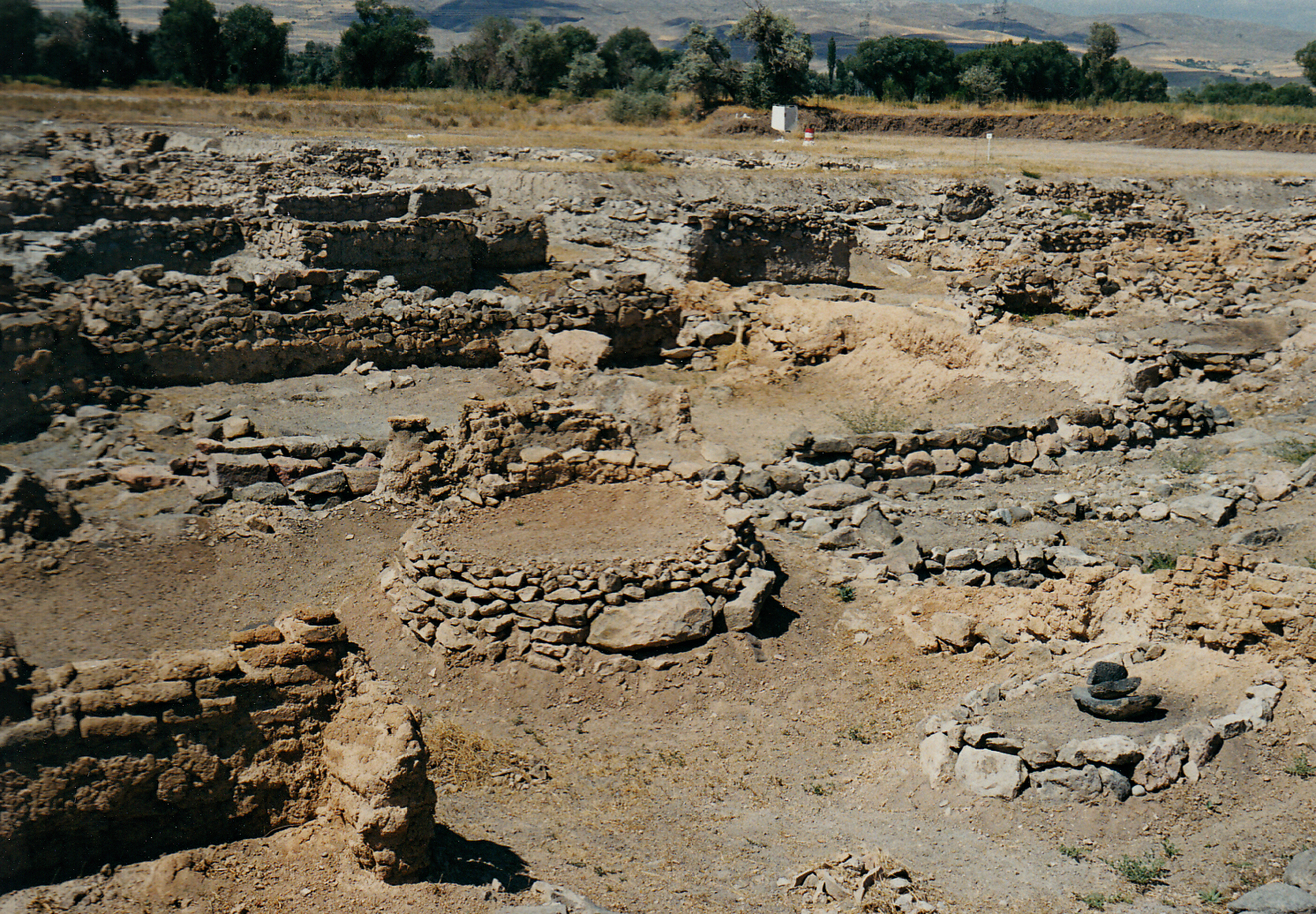
Unterstadt

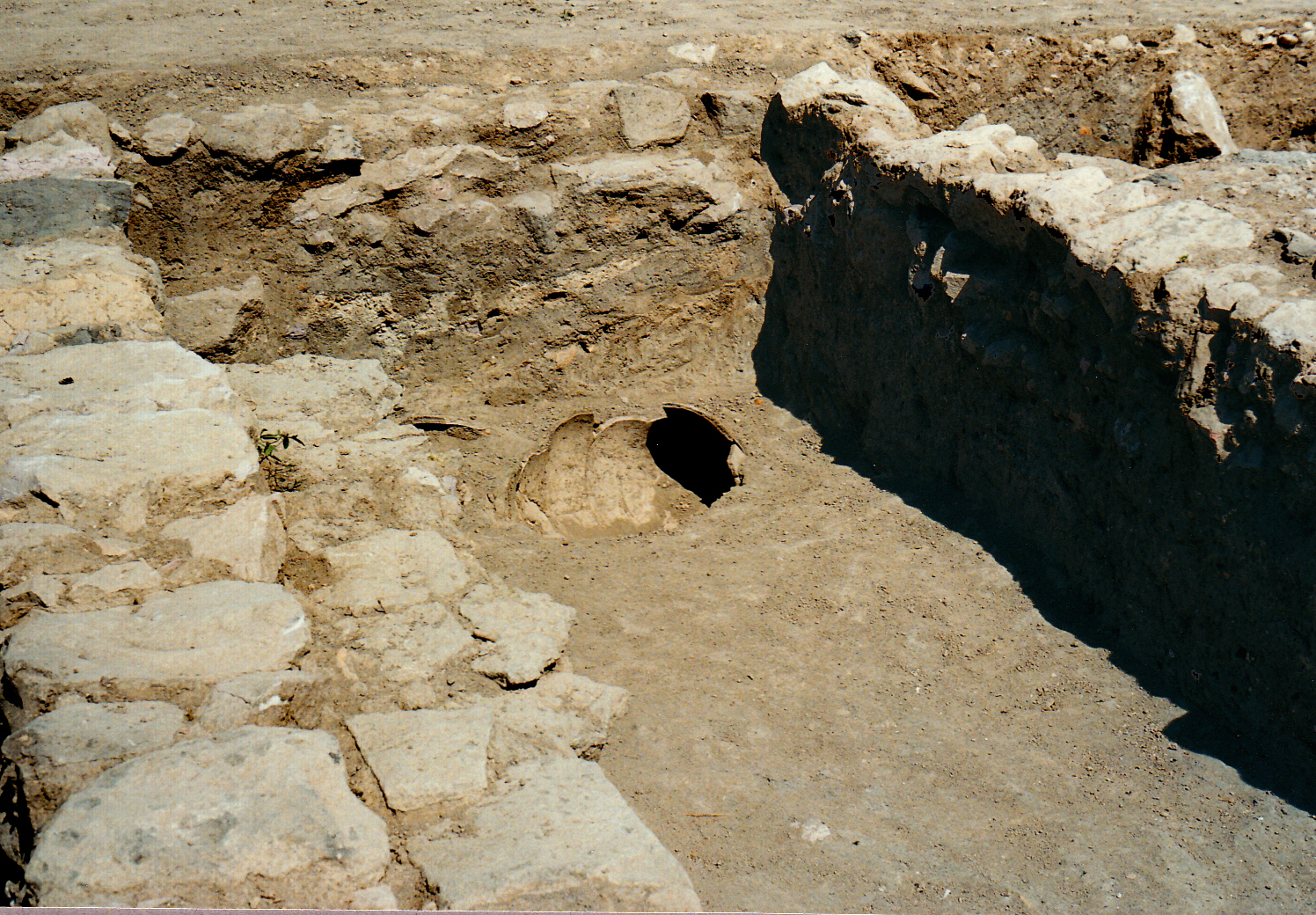
Unter dem Fußboden eingelassenes Grab

### Aufbau der Siedlung
Die kārum-zeitliche Siedlung bestand aus der Oberstadt auf dem Hügel und der Unterstadt in der Ebene. In der Oberstadt standen der Königspalast und mehrere Tempel. Vermutlich befand sich auch das assyrische kārum-Haus (bīt kārim) mit der assyrischen Verwaltung in der Oberstadt. Die Unterstadt erstreckte sich östlich und westlich des Hügels auf einer Länge von etwa zwei Kilometern. Das kārum, wo die assyrischen Händler lebten, lag im Nordosten auf einer Fläche von etwa 250 × 300 Metern. Einen Friedhof gab es nicht, da die Toten innerhalb der Häuser unter dem Fußboden bestattet wurden.
Der Stadthügel war mit einer Mauer befestigt, die die Oberstadt umschloss. Ungefähr in der Mitte auf dem Hügel war die Zitadelle mit dem Königspalast. Der mit kārum II zeitgleiche Palast 8 wird Alter Palast (türk. Eski Saray) genannt. Er wurde nach 2024 errichtet und fiel um 1835 v. Chr. einem Brand zum Opfer. Der um 1833 v. Chr. errichtete Palast 7, zeitgleich mit kārum Ib, maß 120 × 110 Meter und umfasste die Zitadelle. Er bestand aus einem großen Hof im südlichen Teil und einem Gebäudekomplex im nördlichen Teil. Dieser war zumindest teilweise zweigeschossig, doch sind nur die Überreste des Erdgeschosses erhalten. Dieses hatte 42 Räume, darunter Lagerräume, Verwaltungsbüros und Unterkünfte. Die königlichen Wohngemächer dürften im Obergeschoss gelegen haben. Da in diesem Palast ein an König Waršama gerichteter Brief von König Anumḫirbe von Mama gefunden wurde, wird dieser Palast auch Waršama-Palast (türk. Warşama Sarayı) genannt.
Südwestlich der Zitadelle befand sich ein Tempelbezirk mit vier Heiligtümern, die der Schicht 7 angehören und denselben Grundriss aufweisen. Da diese zeitgleich mit dem nahegelegenen Gebäude sind, in dem der Anitta-Dolch gefunden wurde, kann angenommen werden, dass diese die im Anitta-Text genannten Tempel sind. Südlich des Tempelbezirks und östlich der Zitadelle wurden Privathäuser ausgegraben.
Die nur teilweise untersuchte Unterstadt war ebenfalls ummauert. Das kārum bildete nur einen Teil der Stadt, deren Anlage nach demselben Muster erfolgte, wie bei anderen zeitgleichen anatolischen Städten. Dabei wurden die Straßen mehr oder weniger rechtwinklig angelegt. Sie konnten sich zu Plätzen erweitern, wobei die Straßen in ost-westlicher Richtung auf den Stadthügel hinlaufen. Sie waren teilweise gepflastert oder bestanden auch nur aus gestampfter Erde. Unter dem Straßenpflaster verlief die Kanalisation für das Abwasser. Die Straßen waren breit genug für den Wagenverkehr.
Die Bauweise war dicht und ein Gebäudekomplex bestand aus vier bis acht, meist zweigeschossigen rechteckigen Häusern von 40 bis 200 m2. Beim Bau wurden im Erdgeschoss zwei Räume angelegt. Bei Bedarf und mit steigendem Vermögen konnte ein Haus erweitert werden, wenn der Raum es zuließ. Beim Bau wurde viel Holz verwendet.

### Bevölkerung
Anhand der in den Kültepetexten genannten Personennamen kann auf die ethnische Zusammensetzung der Bevölkerung geschlossen werden. Die allermeisten Namen sind semitischen Ursprungs und beziehen sich auf die altassyrischen Händler, die sich in Anatolien niedergelassen haben, wie z. B. Iddin-Sîn und dessen Familie. Die anatolischen Namen können verschiedenen Sprachen zugeordnet werden, der größere Teil ist eindeutig hethitisch (z. B. Ḫalkiaššu, Ilališkan, Išputaḫšu), ein deutlich kleinerer Teil luwisch (z. B. Tiwatia, Ruwatia, Wašunani). Diese hethitischen und luwischen Namen sind die ältesten indogermanischen Sprachzeugnisse (zu Etymologisierungen vgl. den Artikel Indogermanische Ursprache).
Viele Namen können keiner bestimmten Sprache zugeordnet werden, sie mögen dem Hattischen oder auch einer unbekannten Sprache zugehören (z. B. Pikašnurikizi, Atamakuni, Taripiazi). Hurritische Namen (z. B. Ḫarpatiwa, Imrimuša) erscheinen relativ spät; sie sind sehr selten und ihre Träger gehören der Oberschicht an.
Wenn auch der Name selbst nichts über die ethnische Zugehörigkeit des einzelnen Trägers besagt, so kann aus statistischen Gründen geschlossen werden, dass die einheimische Bevölkerung von Kaniš und dessen Umgebung mehrheitlich aus Hethitern bestand. Luwier dagegen dürften eher südlich oder westlich davon gesiedelt haben, vermutlich kann das Königreich Purušḫanda als luwisch betrachtet werden. Hattier wohnten weiter im Norden, eines ihrer politischen und wirtschaftlichen Zentren war Ḫattuš. Zu beachten ist, dass damals in Zentralanatolien allgemein mit einer Mischbevölkerung zu rechnen ist.
Die assyrischen Händler nannten die einheimische anatolische Bevölkerung nuwaʿum, was auf den Luwiernamen zurückzuführen ist, wobei der l/n-Wechsel im Anlaut durch hurritische Vermittlung bedingt ist. Dies erklärt sich dadurch, dass die Hurriter zuerst mit Luwiern in Kontakt getreten sind, worauf der Name auf sämtliche Anatolier, unabhängig von der ethnischen Zugehörigkeit, übertragen wurden. Die assyrischen Händler übernahmen dann von den in Nordsyrien ansässigen Hurritern den Sprachgebrauch.

### Landwirtschaft
Die einheimische Bevölkerung betrieb vor allem Landwirtschaft und Viehzucht. Das Landwirtschaftsjahr begann mit dem Pflügen (erāšum) und der Aussaat von Korn, vorwiegend Gerste, ab Oktober. Dann folgte die Olivenernte (serdum) von November bis Dezember. Die Kornreife (kubur uṭṭitim) war im Sommer (harpū) nach der Sommersonnenwende. Ende Juli begann die Ernte (ebūrum) mit dem Sichelergreifen (ṣibit niggallim) und endete im August mit dem „Dreschboden“ (adrum). Im September erfolgte schließlich die Traubenlese (qitip kerānim). Im Frühling (dašʾū) war zudem noch die Schafschur (buqūnum).

### Altassyrische Handelskolonie
Das kārum in der Unterstadt bildete das Zentrum des altassyrischen Handels in Anatolien. Dort wohnten schätzungsweise 500 bis 700 Menschen, vorwiegend assyrische Händler mit ihren Familien, aber auch Kaufleute aus Syrien und Anatolien. Architektonisch unterscheidet sich die Siedlung kaum von anderen anatolischen Städten. Zahlreiche Heiraten zwischen Assyrern und Ortsansässigen sind durch Heiratsverträge belegt.

### Frauen und Familie
Die altassyrischen Frauen hatten eine wichtige Rolle inne und galten als gleichwertige Vertragspartner. Sie vertraten ihre Männer, die oft lange abwesend waren, in Geschäftsdingen und verwalteten das Haus. Sie konnten eigenen Besitz haben, durch Erbe oder Eigenerwerb, indem sie Textilien herstellten und verkauften. Allerdings konnten sie für die Schulden des Mannes belangt werden, wenn dieser zahlungsunfähig wurde. Frauen konnten als Verfasserinnen von Briefen und als Zeuginnen auftreten, seltener hatten sie ein eigenes Siegel.
In vielen Eheverträgen nahm sich der Mann das Recht heraus, eine zweite Frau oder eine Sklavin zu nehmen, wenn die Ehe nach zwei oder drei Jahren kinderlos blieb. Die in Anatolien wohnenden Händler hatten ohnehin oft zwei Frauen, eine in Aššur und eine in Anatolien. Kehrten sie im fortgeschrittenen Alter nach Aššur zurück, ließen sie sich von der anatolischen Frau scheiden, wohl ein Grund, weshalb so viele Scheidungsurkunden aus Kaniš bekannt sind. In diesen wurde das Scheidungsgeld festgesetzt, aber auch, wem welche Kinder zustehen. Es war üblich, dass Witwen und Geschiedene wieder heirateten. So ehelichte die Assyrerin Ištar-lamassī nach dem Tode ihres assyrischen Mannes einen Anatolier.
Kinder waren wichtig für das Weiterführen der Geschäfte und die Versorgung ihrer Eltern im Alter. Nach deren Tod führten sie die notwendigen Totenrituale aus. Einige Verträge sahen vor, dass bei eintretender Zahlungsunfähigkeit Kinder des Schuldners dem Gläubigen als Arbeitskraft überlassen würden, bis die Schuld abbezahlt war. Manchmal wurden auch die eigenen Kinder als Sklaven verkauft.

### Handel

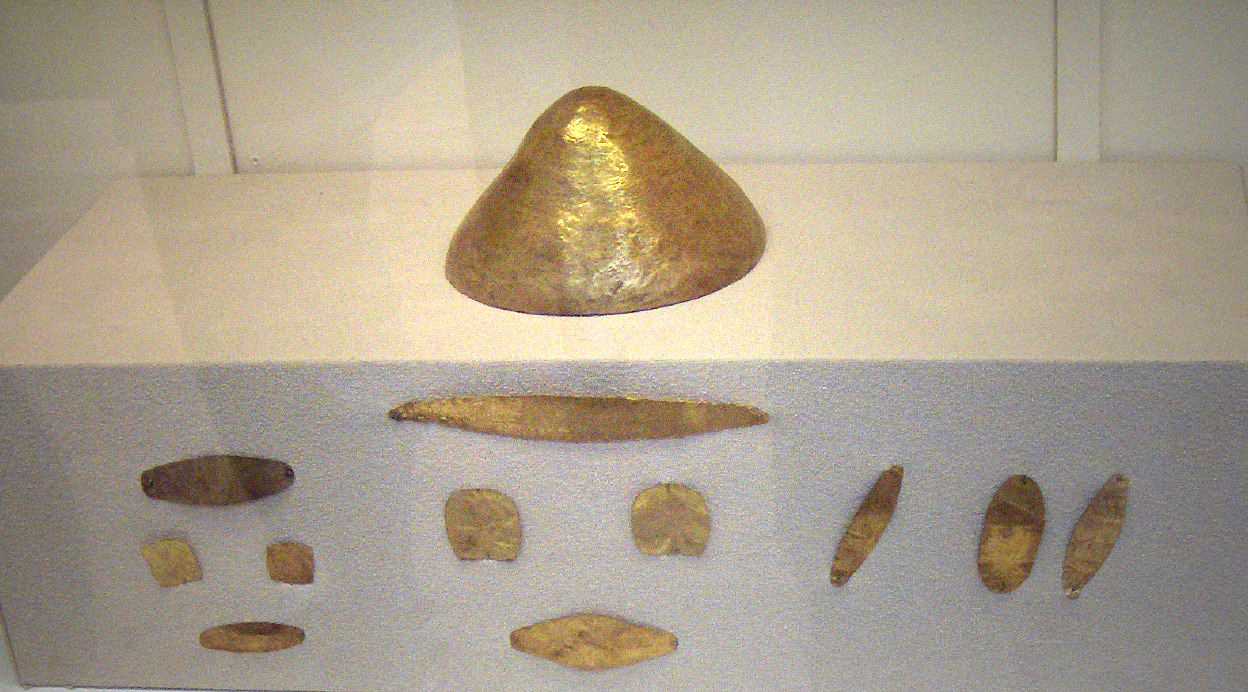
Goldobjekte aus dem kārum

Gehandelt wurde vor allem mit assyrischen und babylonischen (ṣubātū ša A-kà-dí-e) Textilien sowie mit Metallen. Der altassyrische Handel war auf einer starken Textilindustrie aufgebaut; nichtassyrische Textilien wurden mit hohen Zöllen belegt oder durften nur eingeschränkt gehandelt werden. Larsen schätzt, dass zur kārum-II-Zeit ca. 100.000 Stück Wollstoff aus Assyrien nach Kaniš gebracht wurden. Lapislazuli (husārum) unterlag dem Monopol der Stadthalle in Aššur und das kārum Kaniš belegte ihn mit einer Abgabe, die direkt dorthin geschickt wurde. Der Preis von Lapislazuli in Aššur betrug etwa die Hälfte des Silberpreises, in Kaniš wurde er zum dreifachen Silberpreis gehandelt. Dieser wertvolle Stein kam wie das in Anatolien importierte Zinn (annukum) vermutlich aus Afghanistan. Eisen (amūtum; ašium) war in Anatolien ein begehrtes Importgut und hatte mehr als den sechsfachen Silberpreis. Silber und Gold wurden ebenfalls gehandelt.
Die Assyrer beherrschten auch den inneranatolischen Handel mit Kupfer (Vorkommen im Schwarzmeergebiet und Ergani-Maden), Antimon (lulāʿum), Getreide und Wolle. Die große Nachfrage nach Zinn und Kupfer in Anatolien deutet auf eine bedeutende heimische Bronzeindustrie hin.
Die Wege der Eselskarawanen waren von kleineren Wegestationen (wabaratum) und größeren Handelsniederlassungen (kārum) gesäumt, letztere befanden sich meist in den Hauptstädten der anatolischen Stadtstaaten. Über den Kızılırmak führten Brücken oder Fähren, für deren Benutzung eine Abgabe bezahlt werden musste. Im Winter waren die Pässe nach Mesopotamien geschlossen und auch die sonstigen Handelswege und Flussübergänge wegen der feuchten Witterung teilweise unpassierbar, besonders für schwer beladene Tiere und Wagen.

#### Schmuggel
Um Zölle und Taxen zu umgehen, war Schmuggel weit verbreitet und die Händler sandten sich Briefe, um ihren Kollegen mitzuteilen, welche Wege sicher waren oder wenn Gefahr lauerte. Öfters erwähnt wurde die sogenannte ḫarrān sūqinnim, die „Straße der Gefahr“. Sie führte unter anderem zu dem nördlich gelegenen Durḫumid. Lewy setzt die „Straße der Gefahr“ mit dem Handelsweg gleich, der von Akçadağ über Darende, Gürün und Pınar Başı zum Kızılırmak und nach Alışar Höyük (Amkuwa) und Bogazköy (Ḫattuš) führte, Gojko Barjamovic setzt sie weiter östlich an. Die nordsyrische Stadt Timelkia war damals ein Schmugglerzentrum, von dem aus Waren in das am unteren Kızılırmak gelegene Durḫumit geschmuggelt wurden, unter Umgehung der Stadt Ḫurama, die vor allem von Zöllen und Abgaben lebte. Diese Schmugglerrouten waren nicht dem Schutzrecht unterstellt; die Ware gefasster Schmuggler zogen die lokalen Herrscher ein. Dadurch entstand dem kārum Schaden, weshalb auch die assyrische Verwaltung den Schmuggel ahndete.

#### Preise
Aus den Texten können Preise verschiedener Waren erschlossen werden; so kosteten hundert Brotlaibe ⅓ Schekel Silber, für 2 Schekel Silber konnten ein Schaf oder ein Kilogramm Kupfer erworben werden, die gleiche Menge Zinn kostete 28, ein Esel oder eine Sklavin 20 und ein raqqutum-Textil 30 Schekel Silber. Für den Brückenzoll bei der Stadt Šalatuwar bezahlte ein Händler 2½ Minen Kupfer, während er für die Übernachtung dort 3 Schekel Silber und eine Mine Kupfer für die Fütterung seiner Esel zahlen musste.

### Politik & Verwaltung
Anatolien war damals in über ein Dutzend kleiner Stadtstaaten aufgeteilt, die sich untereinander bekämpften, so dass die politische Lage schnell kippen konnte, wodurch der Handel oft stark beeinträchtigt wurde. Die assyrischen Einwohner der kārums lebten nach assyrischem Recht und hatten eine eigene Verwaltung mit eigenen Behörden, waren also extraterritorial.

#### Assyrer
Das direkt der Stadtversammlung von Aššur (ālum ṣaher rabi) unterstellte kārum Kaniš war den anderen kārums in Anatolien übergeordnet. Es konnte diesen Befehle und Instruktionen erteilen und war die höchste juristische Instanz der assyrischen Händler in Anatolien. Er administrierte und kontrollierte den assyrischen Handel und verwaltete die Steuern und Abgaben. Diplomatische Verhandlungen zwischen den anatolischen Herrschern und den in deren Gebieten liegenden assyrischen Siedlungen waren nicht möglich; alle Verträge mit anatolischen Königen wurden mit dem kārum Kaniš ausgehandelt. Die Interessen der Hauptstadt Aššur wurden durch in Kaniš weilende Abgeordnete (šipirū ša alim) wahrgenommen. Den einzelnen kārums waren die kleineren wabartums unterstellt, die von einer lokalen Versammlung (ṣaher rabi) verwaltet wurden.
Die anatolischen Herrscher garantierten den Assyrern das Niederlassungsrecht und verpflichteten sich, diese zu schützen. Im Kriegsfalle mussten sie ihnen freien Abzug aus dem Krisengebiet gewähren. So spricht der archäologische Befund deutlich dafür, dass das kārum II von Kaniš kurz vor seiner Zerstörung geordnet verlassen wurde. Es wurden nur wenige Wertsachen gefunden, unbestattete Skelette fehlen völlig und die Archive wurden teilweise ordentlich verstaut. Die Herrscher schützten und kontrollierten die Handelsrouten und durften dafür Wegzölle und Taxen verlangen. Wurde eine Karawane überfallen, musste der Herrscher das Raubgut sicherstellen und andernfalls ersetzen.
Die assyrischen Händler mussten beim Erreichen einer Stadt zum Palast gehen und ihre Handelswaren deklarieren. Dem König standen 5 % der Textilien (nisḫatum-Steuer) und ein bestimmter Teil der Metalle als Steuer zu, zudem hatte er das Vorkaufsrecht auf Eisen und Lapislazuli und auf 10 % der restlichen Textilien.

#### Anatolier

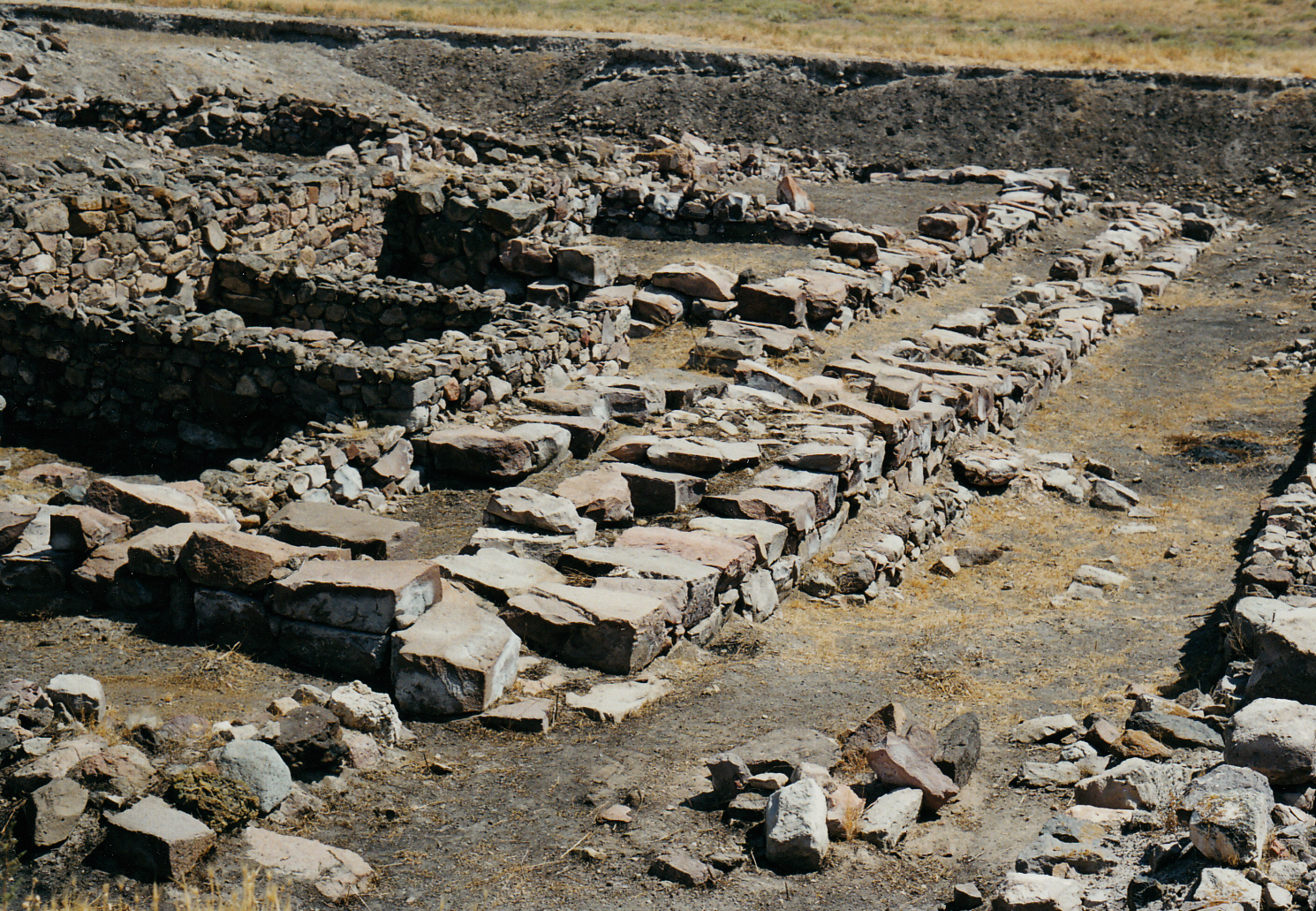
Südwestecke des Palastes auf der Zitadelle in der Oberstadt

Kaniš hatte wie die anderen anatolischen Stadtstaaten einen König und eine Königin, wobei das Verhältnis der beiden nicht ganz klar ist. König wie Königin konnten alleine Befehle herausgeben oder als Paar auftreten. Ihnen stand ein großes Gefolge an Amtsträgern bei. Insgesamt sind über fünfzig Titel in altassyrischer Sprache aus der anatolischen Verwaltungshierarchie überliefert, wobei einige Titel für sich sprechen, andere sind aber undurchsichtig. Die wichtigste Person nach dem König war der rabi simmiltim „Großer der Treppe“. Er wurde meist namentlich genannt und häufig zusammen mit dem König und war vermutlich der Erbprinz. Zu beachten ist jedoch, dass Waršuma als Sohn und Nachfolger von Inar bezeugt ist, dass aber des letzteren rabi simmiltim Šamnuman hieß.
| König rubāʿum | Großer der Treppe rabi simmiltim |
| ------------- | -------------------------------- |
| Ḫurmeli       | Ḫarpatiwa                        |
| Inar          | Šamnuman                         |
| Waršuma       | Ḫalkiaššu                        |
| Pitḫana       | Anitta                           |
| Anitta        | Peruwa Kammaliya                 |
| Zuzu          | Ištar-ibra                       |

Der rabi sikkitim hatte offensichtlich enge Beziehungen zum Palast und besaß ausgesprochen große Macht, doch ist seine Funktion nicht bekannt. Der alaḫḫinnum wird öfters genannt. Es scheint, dass jede Stadt einen eigenen alaḫḫinnum hatte. Auch er hatte große Macht und nutzte sie oft aus und galt als säumiger Zahler. Die Assyrer mussten seine Gunst oft mit Geschenken und Einladungen erkaufen. In einem Fall verhängte das kārum Kaniš einen Boykott gegen einen alaḫḫinnum, da dieser seine ausstehenden Schulden nicht beglich.
Weitere Titel zur Auswahl:
- rabi adrim „Großer des Dreschbodens“
- rabi bētim „Großer der Hauses“, Majordomus
- rabi ḫuršātim „Großer der Lagerhäuser“
- rabi kalbātim „Großer der Hündinnen“
- rabi kirānim „Großer des Weins“
- rabi maḫʾīrm „Großer des Marktes“, der Marktaufseher
- rabi paššurī „Großer der Tafel“, der Oberhofmeister
- rabi perdim „Großer der Maulesel“
- rabi rēʾêm/rabi rēʾê „Großer der Hirten“
- rabi ṣābim/rabi ṣābē „Großer der Arbeiter“
- rabi tergumannī „Großer der Übersetzer“

### Religion

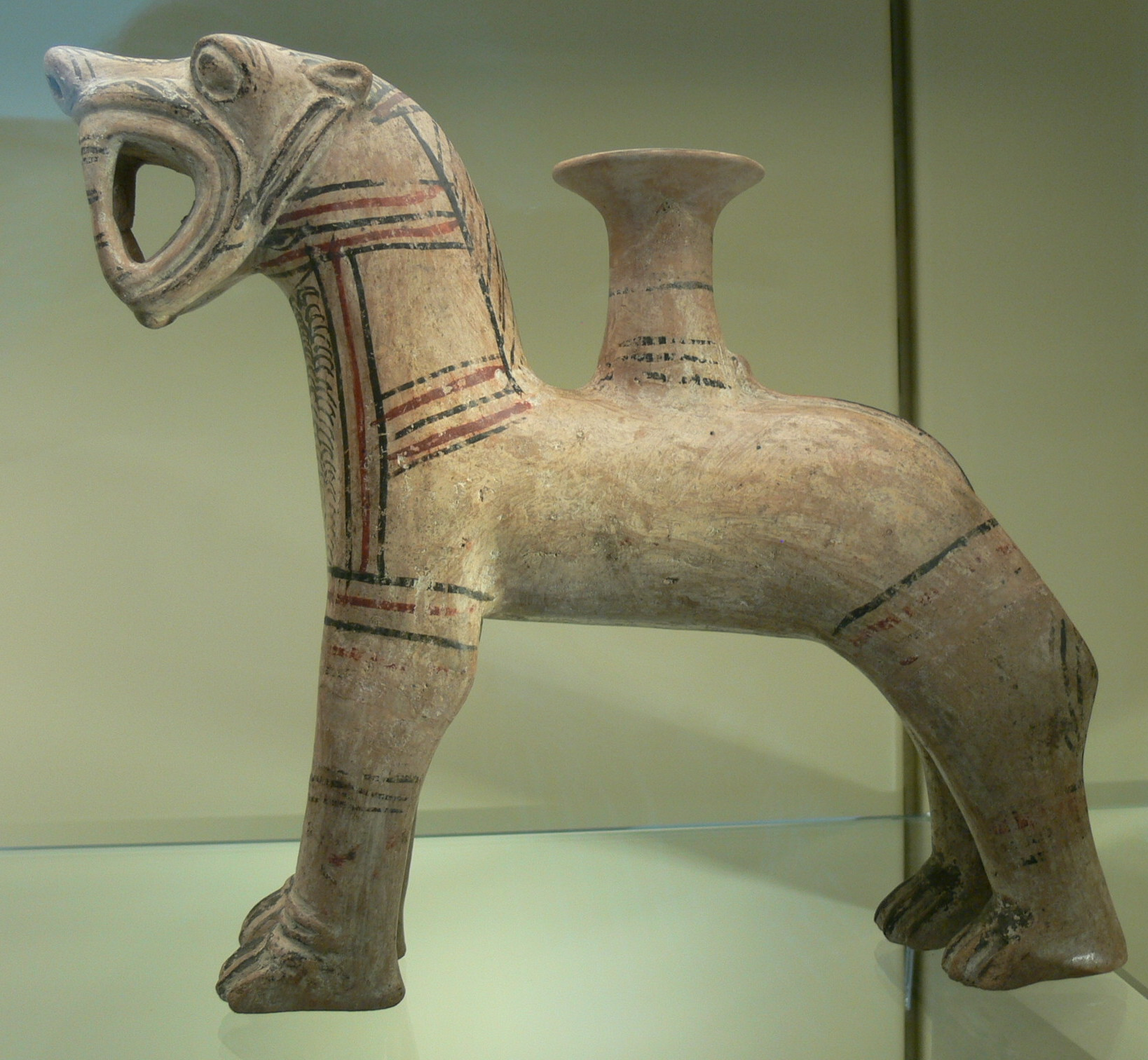
Tierrhyton aus Kültepe für Trankopfer aus der kārum-Zeit

Die Religion in Kaniš war vielschichtig; einerseits übten die im kārum wohnenden assyrischen Händler ihre heimische Religion aus, während die Anatolier ihre eigenen Kulte hatten. Anhand von theophoren Personennamen können zusätzlich noch hethitische, luwische und hurritische Götternamen eruiert werden. Obschon teilweise eine Trennung zwischen den verschiedenen Religionen erkennbar ist, gab es auch Überschneidungen und Übernahmen von Fremdkulten; so wurde die syrische Göttin Kubabat von Assyrern und Anatoliern verehrt.

#### Anatolische Kulte
Anhand der Keilschrifttexte wird deutlich, dass zwischen der Schicht kārum II und Ib eine Änderung in der anatolischen Religion stattfand, wobei aber noch vieles ungeklärt bleibt. Die Texte von kārum II nennen drei Tempel. Davon befanden sich die Tempel von Annā und Nipas in Kaniš selbst, während der Tempel des Bēl qablim (assyr. „Herr der Schlacht“) offenbar in einem anderen Ort stand, vielleicht in Ḫanaknak. Zudem werden acht verschiedene einheimische Feste erwähnt, und zwar als Rückzahlungstermine für Schulden.
Annā war die einheimische Hauptgottheit zur Zeit von Schicht II. Allgemein wird angenommen, dass es sich um eine Göttin handelt, deren Namen „Mutter“ (heth. anna-, luw. anna/i- „Mutter“) bedeutete; eine andere Deutung könnte luw. annā- „Klugheit, Erfahrung“ sein. Eine Gleichsetzung mit der gleichnamigen Göttin von Emar, wie sie Volkert Haas vermutet, ist möglich aber nicht zwingend. Annā wird in Verträgen zwischen Assyrern und Anatoliern zusammen mit dem assyrischen Hauptgott Aššur als Eidgottheit angerufen. Zu ihrem Fest gehörte, dass der König ihren Tempel betrat, worin sich ein Schwert befand. In der Schicht Ib wird Annā nur noch einmal erwähnt.
Nipas war die zweitwichtigste einheimische Gottheit. Der Name könnte „Himmel“ bedeuten (heth. nepiš „Himmel“), doch bleibt dies umstritten. Auch Nipas hatte einen eigenen Tempel in Kaniš und ein eigenes Fest, bei dem der König dessen Tempel betrat. In den Texten aus Schicht Ib wird Nipas nicht mehr erwähnt, dafür erscheint neu der Wettergott. Es ist denkbar, dass die syllabische Schreibweise Ni-pá-as – vorausgesetzt der Name bedeutet „Himmel“ – durch die sumerographische Schreibweise dIM ersetzt wurde; theophore Personennamen aber machen wahrscheinlich, dass der Wettergott Tarḫunna hieß.
Die drittwichtigste Gottheit in Schicht II war Parka, mit eigenem Fest. In hethitischer Zeit wurde Parka in Ḫattuša im Tempel der Korngöttin Ḫalki verehrt. Dies könnte auf die Funktion als Fruchtbarkeitsgottheit hinweisen. Da Parka ebenfalls in den Urkunden der Schicht Ib fehlt, neu aber die Korngöttin Nisaba genannt wird, wird dadurch die Identität der beiden Gottheiten naheliegend; auch hier machen theophore Personennamen wahrscheinlich, dass mit Nisaba die hethitische Korngöttin Ḫalki gemeint wird. Auffallend ist, dass die assyrische Getreidegöttin Nisaba stets sumerographisch als dNISABA notiert wird, während die einheimische Korngöttin stets syllabisch als Ni-sà-ba erscheint.
Weitere einheimische Feste im kārum II wurden für Tuḫtuḫani, den Kriegsgott Bēl qablim, Ḫariḫari, Ilali und die Sonnengottheit (dUTU) gefeiert. Zudem sind einheimische Priester für Kubabat, Peruwa und Ḫigiša bezeugt, die ersten beiden sind in der hethitischen Religion gut bezeugt. Schließlich wird in Eiden noch Ḫumanu angerufen.
Das einheimische Pantheon im kārum Ib gibt ein völlig geändertes Bild ab. Hauptgottheit ist nun der Wettergott (dIM), daneben wird zweimal der Wettergott des Hauptes (dIM ša qaqqadim) genannt. Beide sind in hethitischen Texten gut bezeugt. Von den älteren Hauptgottheiten wird Annā nur einmal genannt. Neu hinzu kommen dagegen Aškašepa (heth. „Tor-Genius“) und die Flussgottheit (dÍD). Eine Auffälligkeit ist, dass die älteren Gottheiten Annā, Nipas, Parka und Ḫigiša nie in Personennamen erscheinen. Dagegen sind Namen mit Peruwa oder Ilali sehr häufig – Peruwa selbst war einer der beliebtesten einheimischen Männernamen – obschon beide Gottheiten nur einmal in den Texten genannt werden.
Aus dem Anitta-Text geht hervor, dass dieser Tempel für Tarḫunna, Ḫalmašuit und „unser Gott“ (heth. šiuš-šummiš) errichtete, die möglicherweise mit den in der Oberstadt ausgegrabenen Tempeln der Schicht Ib identisch sind. Welche Gottheit mit „unser Gott“ gemeint ist, kann nicht ermittelt werden, die Vorschläge reichen von Sonnengott bis Annā.
Anhand theophorer Personennamen aus Kaniš können neben Peruwa und Ilali noch folgende hethitische Gottheiten nachgewiesen werden: der Wettergott Tarḫunna, der Schutzgott Inar, die Korngöttin Ḫalki und die Schicksalsgöttin Gulša; hinzu kommen folgende luwischen Gottheiten: der Wettergott Tarḫunt, der Sonnengott Tiwad, der Schutzgott Runtiya, der Kriegsgott Šanta und die Schicksalsgöttin Gulza. Zwar sagen diese Namen wenig über den lokalen Kult in Kaniš aus, sie zeigen jedoch, dass die genannten Gottheiten zu jener Zeit bereits verbreitet waren, und sind zudem die ältesten Zeugnisse indogermanischer Gottheiten.

#### Assyrische Kulte
Die Assyrer in Kaniš verehrten dieselben Gottheiten wie in Aššur. Der Hauptgott war der gleichnamige Aššur, der gewöhnlicherweise in Eiden angerufen wurde, manchmal zusammen mit der anatolischen Annā. Während die Männer beim Dolch (patrum) des Aššur schworen, legten die Frauen ihren Schwur bei der Tamburine (huppum) der Ištar ab. Schriftlich ist für Kaniš das „Tor des Gottes“ (bāb ilim) belegt, doch wurden bisher keine archäologischen Funde assyrischer Kultbauten oder Schreine gefunden. Weitere assyrische Eidgottheiten waren Adad, Amurrum, Ilabrat und Nisaba. Auch die Ahnen konnten bei Eiden angerufen werden. Priester sind für Aššur, Ištar und Suen bezeugt, zudem ein Tempel für Išḫara. An Opfergaben sind vor allem Geldbeträge bezeugt, seltener Tiere, aber auch Sonnenscheiben für Aššur und Vulva-Ornamente (habulaku) für Ištar.
Zu den altassyrischen Texten aus Kültepe gehören auch Zauberlieder gegen Lamaštum, eine Schwangere und Neugeborene bedrohende Krankheitsdämonin. Ein anderer Zauberspruch half gegen den „Schwarzen Hund“, der Reisenden auflauerte, die sich von der Karawane entfernten, und ein anderer war gegen das „Böse Auge“ (ēnum lamuttum) gerichtet. Diese Zauberlieder unterscheiden sich kaum von solchen in Mesopotamien, wo sie eine lange Tradition hatten.

### Materielle Kultur

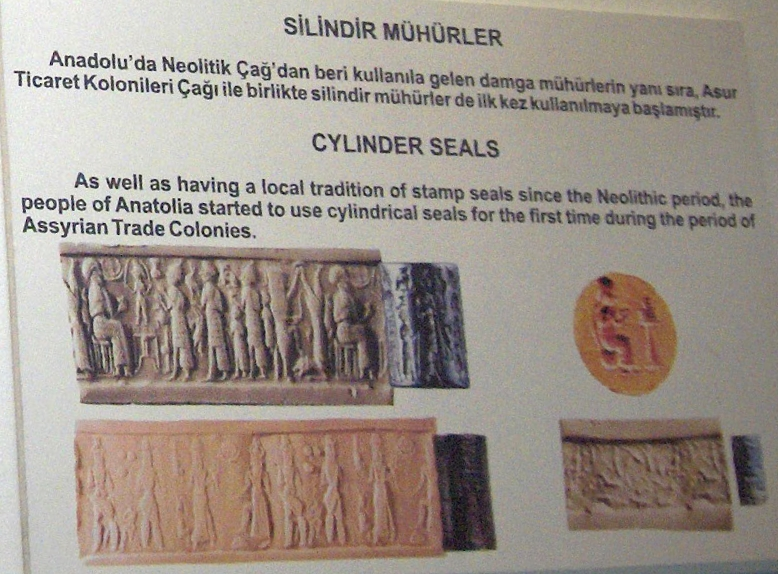
Rollsiegel

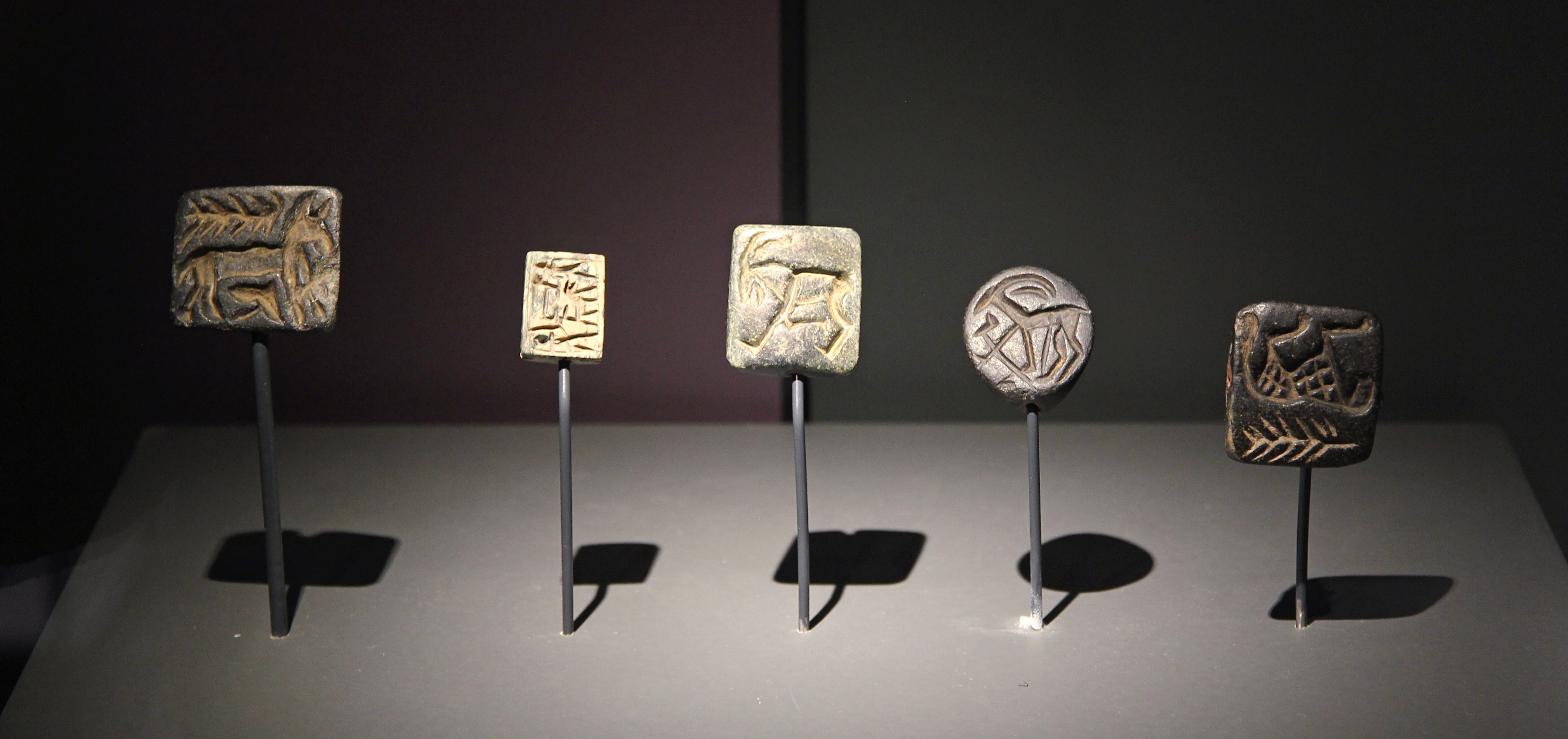
Stempelsiegel im Archäologischen Museum Kayseri

#### Siegel
Stempelsiegel wurden in Anatolien bereits im Neolithikum benutzt. Mit den nordsyrischen und mesopotamischen Handelskontakten kamen im 19. Jahrhundert v. Chr. auch Rollsiegel nach Anatolien, die schnell dem einheimischen Stil angepasst wurden. Die anatolischen Rollsiegel bestehen aus Hämatit und wurden offenbar nur in Kültepe der Schicht II verwendet. Sie zeigen einen Linearstil mit verschiedenen Motiven, häufig Personen, Tiere, Mischwesen, Gestirne oder Symbole, oft zu Szenarien zusammengestellt. Diese werden naturalistisch und detailliert abgebildet. Augen werden auffallend groß dargestellt, Nase, Finger oder Tierkrallen sind deutlich abgebildet. Die Rollsiegel können mythische und religiöse Motive zeigen, auch Jagd- und Kriegsszenen, dazu kommen noch Landschaften oder Tierfriese. Die dargestellten Personen und Tiere stehen teilweise auf verschiedenen Ebenen und sind nicht immer gleich groß.
Götterprozessionen bestehen aus mehreren nacheinander folgenden Gottheiten, die meist auf einem Tier stehen und die sich einer thronenden Gottheit nähern. Anhand der Tiere können verschiedene Gottheiten erkannt werden. Wettergötter stehen auf Stieren und treten meist gepaart auf, Schutz- oder Jagdgötter stehen auf einem Hirsch, Kriegsgötter auf Löwen. Dazu gesellt sich ein doppelgesichtiger Gott auf einem Schwein. Göttinnen werden häufig nackt dargestellt. Einige Gottheiten können anhand der Symbole als mesopotamische erkannt werden, die meisten aber folgen den alten einheimischen Götterdarstellungen, die in Anatolien eine lange Tradition haben und später in der hethitischen Kunst wiederkehren; so tragen männliche Götter eine Spitzmütze, meist mit Hörnern versehen. Göttinnen tragen hingegen eine Kappe.
Adoranten werden stehend oder kniend vor einer thronenden Gottheit abgebildet, sie führen eine Gazelle oder ein Gefäß mit sich und manchmal libieren sie vor der Gottheit.
Kriegsszenen zeigen häufig eine Kriegsgottheit mitten im Schlachtfeld mit Kampfszenen und Darstellungen von Gefallenen. Die mannigfaltigen Jagdszenen zeigen jagende Menschen oder Löwen, als Beute sind Hirsche, Gazellen, Stiere oder Vögel beliebt. Auch Mischwesen sind in Jagdszenen ein verbreitetes Motiv, wobei Stiermenschen vorwiegen.
In der Schicht Ib ging der Gebrauch von Rollsiegeln zugunsten von Stempelsiegeln zurück, in denen sich ein verstärkter mesopotamischer Einfluss bemerkbar macht. Sie zeigen weiterhin Adoranten, Gottheiten, Mischwesen und Tiere, neu hinzu kommen Totenzeremonien und Wappen, darunter der doppelköpfige Adler, der bemerkenswerterweise einen Vogel- und einen Löwenkopf haben kann. Neben Stier- und Löwenmenschen und sonstigen Mischwesen können auch Greife und Sphingen abgebildet werden. Der Stil nähert sich bereits stark dem althethitischen Stil.

## Sänger von Kaniš
Während der hethitischen Periode wird in Ritualtexten öfters der oder die „Sänger von Kaniš/Neša“ genannt, der in hethitischer Sprache sang, was bedeutet, dass die damit geehrten Gottheiten hethitischen Ursprungs sind. In alt- und mittelhethitischer Zeit wurden dabei der Schutzgott Innara und die Triade Aškašepa, „Königin“ (dMUNUS.LUGAL, heth. Ḫaššuššara) und Pirwa angerufen. In junghethitischer Zeit tritt eine größere Göttergruppe zutage, die von der Forschung „Kanesischer Kreis“ genannt wird, wo zu den bereits genannten Gottheiten noch die Siebengottheit (dVII.VII.BI), die Gartengöttin Maliya und einige weniger bedeutende Gottheiten, wie „günstiger Tag“, der Hofgenius Ḫilašši oder der göttliche Schmied Ḫašammili hinzukommen. Auch die Göttin Kamrušepa wird zum kanesischen Kreis gerechnet. Von diesen Gottheiten sind Pirwa und Aškašepa für die kārum-Zeit als Gottheiten bezeugt, zudem in Theophora Inar, Maliya und Ḫašušara.

## Diverses
Der althethitische Bericht des Puḫanu zur Zeit von Ḫattušili I. enthält ein Liedchen, das mit folgendem Vers beginnt:

„Nésas wáspes, Nésas wáspes // tiya-mmu tiya“

„Kleider von Neša, Kleider von Neša, lege mir hin, lege hin!“